# Janina Traczykówna

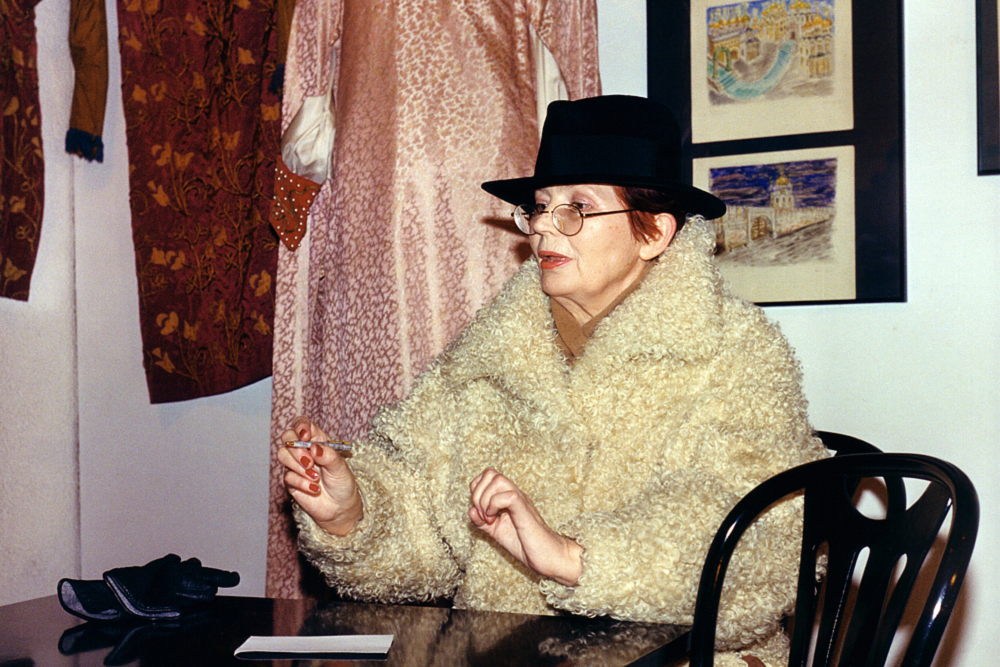
Janina Traczykówna im Jahr 1999

Janina Traczykówna (* 16. Mai 1930 in Kłodawa; † 22. Januar 2022 in Warschau) war eine polnische Schauspielerin.

## Leben
Janina Traczykówna wurde 1930 in Kłodawa geboren. Sie studierte in Warschau Schauspiel an der Aleksander-Zelwerowicz-Theaterakademie, an der sie 1953 ihren Abschluss erlangte. Am 21. November 1953 gab sie ihr Theaterdebüt. Sie spielte bis 1955 am Dramatischen Theater in Szczecin, danach wechselte sie in das Ensemble des Dramatischen Theaters in Warschau und blieb dort bis zum Jahr 1992. Traczykówna erlangte während ihrer Karriere mehrere Auszeichnungen, darunter 1960 den Stefan-Jaracz-Schauspielpreis, 1970 das Goldene Verdienstkreuz und 1978 das Ritterkreuz des Ordens der Polonia Restituta.
Im Lauf ihres Lebens wirkte Janina Traczykówna in mehr als 20 Film- und Fernsehproduktionen. Ihr Debüt gab sie 1954 in dem Film Unter dem phrygischen Stern (im Original Pod gwiazda frygijska), wichtige Rollen hatte sie unter anderem in 1961 in Ludzie z pociagu, 1976 in Der Brünette erscheint am Abend (Brunet wieczorowa pora), 1978 in Nächte und Tage (Noce i dnie) und 2002 in Der Tag eines Spinners (Dzień świra). Für ihre Darstellung in dem zuletzt genannten Film wurde Traczykówna beim Polnischen Filmpreis in der Kategorie Beste Nebendarstellerin nominiert.
Janina Traczykówna starb Anfang 2022 im Alter von 91 Jahren. Sie wurde auf dem Gemeindefriedhof in Konstancin-Jeziorna beigesetzt. Sie war mit dem Schauspieler Witold Skaruch (1930–2010) bis zu dessen Tod verheiratet.

## Filmografie
- 1954: Unter dem phrygischen Stern (Pod gwiazda frygijska)
- 1961: Ludzie z pociagu
- 1976: Der Brünette erscheint am Abend (Brunet wieczorowa pora)
- 1978: Nächte und Tage (Noce i dnie)
- 2002: Der Tag eines Spinners (Dzień świra)